# Rubus chloophyllus
Rubus chloophyllus är en rosväxtart som beskrevs av Henri L. Sudre. Rubus chloophyllus ingår i släktet rubusar, och familjen rosväxter. Inga underarter finns listade i Catalogue of Life.